# Zustermot
De zustermot (Monopis monachella) is een vlinder uit de familie echte motten (Tineidae). De wetenschappelijke naam van de soort is, als Tinea monachella, in 1796 voor het eerst gepubliceerd door Jacob Hübner.
De spanwijdte van de vlinder bedraagt tussen de 12 en 20 millimeter.
De rupsen van deze soort voeden zich met dierlijke resten en worden aangetroffen op uileballen, in vogelnesten en dergelijke.

## Voorkomen in Nederland en België
Monopis monachella is in Nederland en België en een niet zo gewone vlinder. Hij komt vooral voor langs de Nederlandse kust, in de provincie Antwerpen en langs de grote rivieren. De vliegtijd is van april tot september.